# 惠灵顿 (佛罗里达州)
惠灵顿（英語：Wellington），是美国佛罗里达州下属的一座乡村。建立于1995年。面积约 为116.6平方公里（约合45平方英里）。根据2010年美国人口普查，该市有人口56,508人。论人口在本州排行第43。